# Oxoia
Oxoia is een geslacht van vlinders van de familie tandvlinders (Notodontidae).

## Soorten
- O. irrorativiridis Bethune-Baker, 1904
- O. smaragdiplena Walker, 1862